# Japão nos Jogos Olímpicos de Inverno de 1936
O Japão participou dos Jogos Olímpicos de Inverno de 1936 em Garmisch-Partenkirchen, na Alemanha.